# Pietre del Cavallone
Le Pietre del Cavallone formano un gruppo di scogli dell'Italia, in Campania.